# 820 a.C.

## Eventos
- Subida ao trono de Agesilau I, como rei da cidade grega de Esparta, pertenceu à Dinastia Ágida, m. 790 a.C..

## Mortes
- Dorisso, foi rei da cidade grega de Esparta desde 840 a.C.. Pertenceu à Dinastia Ágida.